# کوادریسیکلان
کوادریسیکلان (به انگلیسی: Quadricyclane) یک مولکول هیدروکربن حلقوی و تحت فشار می‌باشد با فرمول شیمیایی C7H8 یک ترکیب شیمیایی است. به علت فشار ساختاری زیادی که ترکیب تحمل می‌کند، این ترکیب گزینه‌ای خوب به عنوان افزودنی به منظور استفاده در سوخت پیشرانه‌ها و همچنین فرایندهای تبدیل انرژی خورشیدی است. ساختار مولکول به گونه‌ای است که باعث می‌شود در دمای زیر ۴۰۰ درجه‌سانتی‌گراد دچار تخریب شود.

## ساختار و خواص
ایزومریزاسیون کوادریسیکلان بدون استفاده از کاتالیزور در دمای پایین، به آرامی پیش‌می‌رود. پایین بودن دمای تخریب این ترکیب (زیر ۴۰۰ درجه سانتی‌گراد) باعث شده است که کاربردهای آن محدود باشد.

## سنتز
کوادریسیکلان می‌تواند توسط تابش دهی یک مولکول نوربورنادی‌ان (نام شیمیایی: بی‌سیکلو[۲.۲.۱]هپتا-۲و۵-دی‌ان) در حضور یک کتون میشلر به عنوان عامل پیش‌برنده واکنش (Sensitizer) تهیه شود. به جز کتون میشلر می‌توان از ترکیبات پیش‌برنده دیگری نیز مانند استون، بنزوفنون، استوفنون و مواردی از این دست نیز استفاده کرد با این حال بازده این ترکیبات کم‌تر است. بیش‌ترین میزان راندمان برای ترکیب نوربورنادی‌انی به دست می‌آید که به تازگی تقطیر شده باشد.